# VC Vlug en Vrij Terhagen
VC Vlug en Vrij Terhagen was een Belgische voetbalclub uit Terhagen. De club was aangesloten bij de KBVB met stamnummer 2645. De club speelde in haar bestaan ruim een decennium in de nationale reeksen.

## Geschiedenis
De club werd opgericht in 1938 en sloot zich aan bij de Belgische Voetbalbond, waar men stamnummer 2645 kreeg toegekend. Terhagen ging spelen in de Antwerpse provinciale reeksen, die kort daarna enkele jaren werden onderbroken wegens de Tweede Wereldoorlog.
Vlug en Vrij klom al gauw op en bereikte kort na de oorlog, in 1947, voor het eerst de nationale bevorderingsreeksen, in die tijd het derde niveau. Het eerste seizoen in Bevordering eindigde men maar net boven de degradatiezone. De club kon zich handhaven en eindigde de volgende drie seizoenen telkens op een vierde plaats.
In 1952 eindigde Terhagen in de middenmoot op een negende plaats. Het volgend seizoen zouden echter grote competitiehervormingen worden doorgevoerd, waarbij een vierde nationale niveau werd gecreëerd en het aantal clubs in de hogere nationale reeksen werd gereduceerd. Door deze inkrimping moest Terhagen toch een niveau zakken. Men bleef zo weliswaar in de nationale bevorderingsreeksen, maar dit was voortaan de Vierde Klasse.
Na een seizoen in de middenmoot in Vierde Klasse, eindigde Terhagen er in 1954 als tweede van zijn reeks, weliswaar op ruime afstand van reekswinnaar RAA Louviéroise. Dit resultaat kon men niet meer herhalen. De club eindigde nog enkele maal in de middenmoot, tot men in 1957 op de 14de plaats eindigde, een degradatieplaats. Na tien seizoenen onafgebroken nationaal voetbal zakte de club weer naar de provinciale reeksen.
Het verblijf in de provinciale reeksen was van korte duur, want in 1958 promoveerde Vlug en Vrij Terhagen al terug naar Vierde Klasse. Deze terugkeer bracht weinig succes. Terhagen eindigde immers op een voorlaatste plaats en zakte na een seizoen weer terug naar de provinciale reeksen.
Vlug en Vrij Terhagen zou nooit meer terugkeren in de nationale reeksen. In 1966 staakte de club de activiteiten, gaf forfait voor het volgend seizoen en in 1967 werd de club definitief geschrapt.